# أريام
أريام (22 سبتمبر 1980 -)، مغنية إماراتية من أصول مصرية اسمها الحقيقي (ريم شعبان إبراهيم حسن). بدأت حياتها الفنية في دبي، غنت لشعراء الإمارات كرئيس الدولة الشيخ زايد بن سلطان آل نهيان وعلي بن سالم الكعبي ومحمد بن سالم الظاهري والشاعرة مطلع الشمس.

## نشأتها
ولدت في الفجيرة، وحصلت على إجازة في الإعلام من جامعة عجمان للعلوم والتكنولوجيا، تابعت بعدها دراسة الماجيستير، وقد تمّ ترشيحها من قبل جامعة زايد للانضمام إلى برنامج «سفير أبو ظبي» الذي تنظّمه هيئة السياحة في الإمارات.

### مسيرتها الفنية
دخلت الفن عام 1995 بمحض الصدفة، عندما حضرت في مهرجان التسوق في دبي، مع شقيقتها الفنانة رانيا التي كانت مستعدة للغناء في ذلك الحفل، وعندما التقت بالأستاذ سيمون أسمر وشاهدها مع شقيقتها الكبرى، قال لها لماذا لا تغني أنت، وفعلاً شجعها وقدمت وصلة غنائية من أغاني الفنانة أحلام والمعجبة بصوتها، وكانت انطلاقتها على هذا الأساس.
كما أن اتقانها اللهجة الخليجية بحكم اقامتها ونشأتها في الخليج والذي كان له أثر كبير في العلاقة التي تكونت بينها وبين جمهورها‚ انطلقت بقوة عبر اغنيتها الأولى يا معزل من كلمات رئيس دولة الإمارات الشيخ زايد بن سلطان آل نهيان.
تخرجت من جامعة عجمان بمرتبة الشرف الأولى تخصص إعلام وقدمت خلال مسيرتها برنامج جواهر الذي استطاعت ان تجمع فيه
بين تخصصها الإعلامي والموهبة في التقديم وقد لاقت نجاحا كبيراً، وقدمت أيضا خلال مسيرتها برنامج نجوم الخليج2.
تعرضت أريام لحادث مروري شنيع في يونيو 2006 أدى لإدخالها المستشفى في مدينة دبي. بعد فترة وجيزة عادت إلى الأضواء من جديد.
في أبريل 2011 وقعت أريام عقد تعاون فنّي مع شركة "بلاتينوم ريكوردز"، تتولّى الشركة على أساسه توزيع ألبومها «فيتامين الغرام» بشكل حصري. لكن الألبوم لم يلقَ الصدى المطلوب، وبررت ذلك بكون شركة «بلاتينوم ريكوردز» لم تعطه حقه في الترويج والتوزيع بالشكل المطلوب. ورأت أريام أن العمل على الأغاني المنفردة «السينغل» حالياً هو الأفضل والأنسب من طرح الألبومات.

### أعمالها
في رصيد أريام الفنّي 9 ألبومات. وتعمل من دون شركة إنتاج، فهي تفضل الإنتاج لنفسها؛ تلقّت عرضاً للانضمام إلى أسرة «روتانا»، لكن بنود العقد كانت لا تناسبها، لكنها تتعامل معهم وتلبّي كل دعواتهم ومناسباتهم. ووالدتها هي من تدير أعمالها، بحكم كونها محامية تعمل بمشورتها القانونية.
كما عملت مقدمة برامج تليفزيونية منها: برنامج الشعر (جواهر)، وبرنامج الغناء (نجوم الخليج)
لها تجربة في مجال الدراما وقدمت مسلسل الحب سلطان

### الألبومات
يامعزل -
لا واحسايف -
شوفتك شففا -
مهرجان مطلع الشمس الأول -
سلام الحب -
ارسم غرام
رجعت لك ثاني
ولا مهتمة - 2000
فيتامين الغرام - 2011

## الفيديو كليبات
عندي كلام
سيان
زين الخلايق
عيني شقاها هواها
سلام الحب
النساء
بساط الحب
لا تودعني بالدموع
ذبحني هواهم
فيتامين الغرام
النمرة غلط 2012
خلاص يعني
شرتا النسيم

## وصلات خارجية
- موقع أريام الرسمي
- صفحة اريام في تويتر